# Fred Sterling
Frederick E. Sterling, född 29 juni 1869 i Dixon i Illinois, död 10 februari 1934 i Rockford i Illinois, var en amerikansk republikansk politiker. Han var Illinois viceguvernör 1921–1933.
Sterling var delstatens finansminister 1919–1921. År 1921 efterträdde han John G. Oglesby som Illinois viceguvernör och efterträddes 1933 av Thomas F. Donovan.
Sterling var frimurare och medlem i Odd Fellows.